# Campionato europeo di scherma 2020
I Campionati europei di scherma 2020 ("2020 European Fencing Championships") avrebbero dovuto essere la 33ª edizione della manifestazione continentale organizzata dalla Confederazione europea di scherma. Previsti inizialmente dal 16 al 21 giugno 2020 a Minsk, in Bielorussia, nell'ottobre 2020 sono stati definitivamente annullati a causa della pandemia di COVID-19. La decisione di annullare la manifestazione è stata presa anche in considerazione della crisi politica bielorussa, che ha portato altre federazioni sportive internazionali a cancellare altre rassegne, tra cui il mondiale di hockey su ghiaccio, i campionati mondiali di pentathlon moderno e i campionati europei di ciclismo su pista, quest'ultimi cancellati in risposta al dirottamento del volo Ryanair 4978, disposto dal governo bielorusso allo scopo di arrestare il giornalista e dissidente Roman Protasevič e la sua fidanzata Sofia Sapega.